# Producte sanitari per a diagnòstic in vitro
Un producte sanitari per a diagnòstic in vitro és, segons la directiva europea 98/79/EC: 
| «                                                                   | qualsevol producte sanitari que consisteixi en un reactiu, producte reactiu, calibrador, material de control, estoig d'instrumental i materials, instrument, aparell, equip o sistema, utilitzat sol o en associació amb altres, destinat pel fabricant a ser utilitzat in vitro per a l'estudi de mostres procedents del cos humà, incloses les donacions de sang i teixits, només o principalment amb la finalitat de proporcionar informació relativa a un estat fisiològic o patològic, o relativa a una anomalia congènita, o per determinar la seguretat i compatibilitat amb receptors potencials, o per supervisar mesures terapèutiques. No obstant això, els recipients per a mostres es consideraran productes sanitaris per a diagnòstic in vitro. Per «recipients per a mostres» s'entén els productes, tant si en ells s'ha fet el buit com si no, destinats específicament pel fabricant a la contenció directa i a la conservació de mostres procedents del cos humà per a un examen diagnòstic in vitro. No es consideraran productes sanitaris per al diagnòstic in vitro els articles d'ús general en laboratori excepte quan, per les seves característiques, estiguin destinats específicament pel fabricant a utilitzar-se en exàmens diagnòstics in vitro; | » |
| — Diari Oficial de la Unió Europea L331/1 de 7 de desembre de 1998. | |   |

Exemples de productes sanitaris per al diagnòstic in vitro són les proves d'embaràs, els analitzadors de glucèmia que utilitzen els diabètics, etc.

## Indústria
La indústria del diagnòstic in vitro es dedica a la preparació de productes sanitaris usats en el laboratori clínic i la seva activitat està regulada per la directiva europea 98/79/EC. Els principals productes sanitaris específics d'aquesta indústria són els reactius químics o biològics d'ús diagnòstic (sensu lato), els materials de referència (fonamentalment calibradors i materials de control), els materials per a l'obtenció de mostres clíniques, els instruments de mesura o examen in vitro de propietat biològiques (analitzadors) i altres instruments (més o menys robotitzats) que faciliten els processos propis del laboratori clínic.
La majoria de les empreses que formen part de la indústria del diagnòstic in vitro, ja siguin fabricants o importadores i distribuïdores, s'apleguen a la Federació Espanyola d'Empreses de Tecnologia Sanitària (FENIN).
En els darrers decennis, la indústria del diagnòstic in vitro, en col·laboració amb alguns laboratoris clínics, és la responsable de la major part dels avenços en ciències de laboratori clínic.
Diverses empreses de la indústria del diagnòstic in vitro han col·laborat amb l'Associació Catalana de Ciències de Laboratori Clínic mitjançant l'organització d'un simpòsium bianual, anomenat genèricament «El laboratori clínic i la indústria del diagnòstic in vitro».

## Marca CE
Per poder comercialitzar a Europa un producte sanitari precisa ostentar el marcatge CE de conformitat.
L'avaluació de conformitat la realitzen els organismes notificats que són en general entitats de certificació (per exemple: DNV, SGS, TÜV) o bé Autoritats Sanitàries (per exemple: AEMPS, Infarmed)